# Stanisław Ożóg (polityk)
Stanisław Ożóg (ur. 27 maja 1953 w Sokołowie Małopolskim) – polski polityk, samorządowiec, geodeta, starosta rzeszowski (1999–2005), poseł na Sejm V, VI i VII kadencji (2005–2014), deputowany do Parlamentu Europejskiego VIII kadencji (2014–2019), senator X kadencji (2019–2023).

## Życiorys
Absolwent Wydziału Geodezji i Urządzeń Rolnych Akademii Rolniczej w Krakowie. Po studiach pracował w Wojewódzkim Biurze Geodezji i Terenów Rolnych w Rzeszowie. Od 1992 do 1998 pełnił funkcję burmistrza miasta i gminy Sokołów Małopolski. W 1998 krótko był zastępcą dyrektora oddziału terenowego AWRSP. W latach 1999–2005 zajmował stanowisko starosty i radnego powiatu rzeszowskiego.
Był związany z Akcją Wyborczą Solidarność. Należał do Porozumienia Centrum, wstąpił później do Prawa i Sprawiedliwości. Objął funkcję prezesa zarządu okręgowego tej partii w Rzeszowie. W 2005 z listy PiS został wybrany na posła V kadencji. W wyborach parlamentarnych w 2007 po raz drugi uzyskał mandat poselski, otrzymując 38 687 głosów. W wyborach w 2011 z powodzeniem ubiegał się o reelekcję, dostał 37 160 głosów. W wyborach do Parlamentu Europejskiego w 2014 z ramienia Prawa i Sprawiedliwości uzyskał mandat europosła, zdobywając 36 376 głosów. Dołączył do frakcji Europejscy Konserwatyści i Reformatorzy oraz Komisji Gospodarczej i Monetarnej. W 2019 nie wystartował w kolejnych wyborach europejskich. W tym samym roku w wyborach krajowych został natomiast wybrany na senatora X kadencji, otrzymując 123 900 głosów w okręgu nr 56. Nie kandydował w kolejnych wyborach w 2023.
Ojciec samorządowca Karola Ożoga.

## Odznaczenia
Został odznaczony Srebrnym (2002) i Złotym (2023) Krzyżem Zasługi.